# Szarvas puffogóvipera
A szarvas puffogóvipera (Bitis caudalis) a viperafélék családjába tartozó, Dél-Afrikában honos, mérgeskígyófaj.

## Megjelenése
A szarvas puffogóvipera kis méretű kígyó, általában 25-40 cm, maximum 50-55 cm hosszú. Alakja közepesen zömök, kissé lapított; farka a hímek esetében rövid, a nőstényeknél nagyon rövid. Feje széles, háromszög alakú, erősen elkülönül a vékony nyaktól. Orra rövid. Jellegzetessége, hogy szemei fölött egy-egy, egyetlen pikkelyből álló, kis szarvszerű nyúlvány található, amely egyes példányoknál alig látszik. Szemei közepesen nagyok, pupillái függőleges résszerűek. Háti pikkelyei erős gerinccel rendelkeznek, a csúcsukon gödrökkel. A hátsó, farok környéki pikkelyeken többnyire oldalsó kiemelkedések láthatók. Alapszíne igen változatos, lehet halványnarancs, barnásvörös, fehéresszürke, homokbarna, világosbarna egyaránt; általában megfelel a homok színének élőhelyén. A hátán szögletes, sötétebb foltok sorakoznak. A hímek színezete általában élénkebb, a nőstények nagyobbak, vaskosabbak.  

## Előfordulása
Dél-Afrika nyugati és középső részén honos, Angola, Botswana, Namíbia, a Dél-Afrikai Köztársaság és Zimbabwe területén. Gyakori faj.

## Életmódja
A sivatagok, félsivatagok, szavannák, a karoo homokos területein él, de a mozgó homokdűnéket kerüli. 
Napközben általában a sziklák, bokrok, cserjék árnyékába húzódik és teste fészkelődő mozgásával gyakran beássa magát a homokba, csak a fejtető és a szemei látszanak ki belőle. Alkonyatkor és hajnaltájban válik aktívvá. Különféle kisebb gyíkokra, kétéltűekre, kisemlősökre, madarakra vadászik. Zsákmányát lesből ejti el, néha farokvégének mozgatásával csalja azt magához. Ha megzavarják hangosan sziszeg, összetekeredik, felfújja testét és nem habozik marni sem. Két-három évente szaporodnak, a nőstény 4-19 tojást rak. 
Mérge citotoxikus, és preszinaptikus neurotoxinokat, az izmokra ható myotoxinokat is tartalmaz. Marása emberre csak nagyon ritkán halálos. A harapás helye felduzzad, igen fájdalmas, gyakran, de nem súlyosan nekrotizál. A szisztémás tünetek fejfájás, hányinger, hányás, hasi fájdalom, hasmenés, szédülés, görcsös rohamok formájában jelentkeznek. 

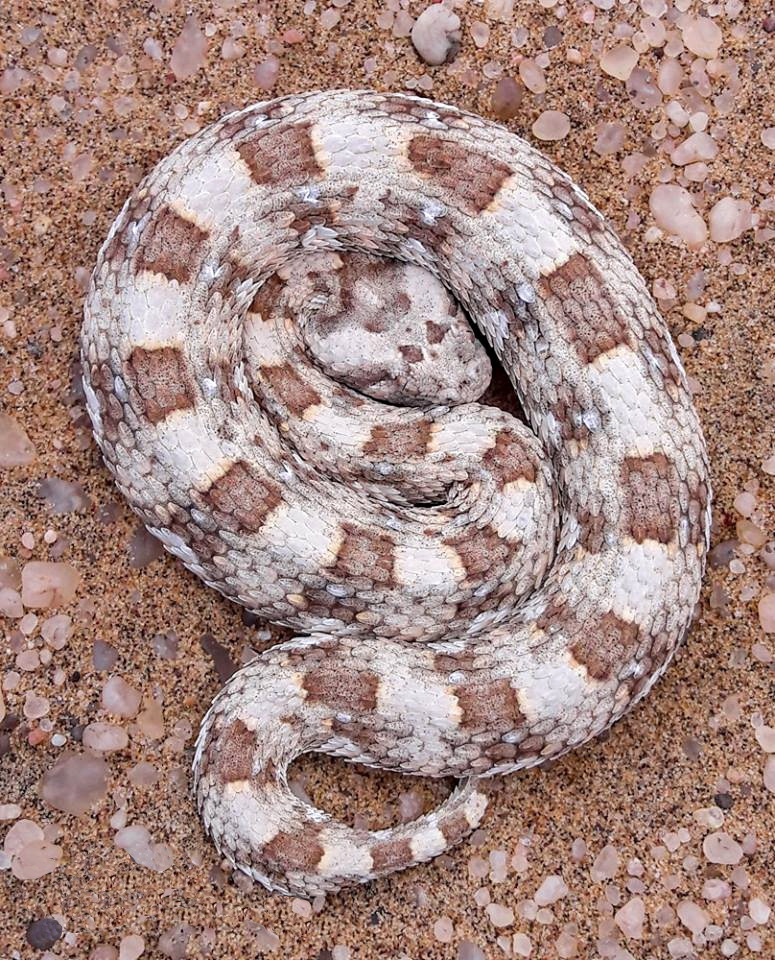
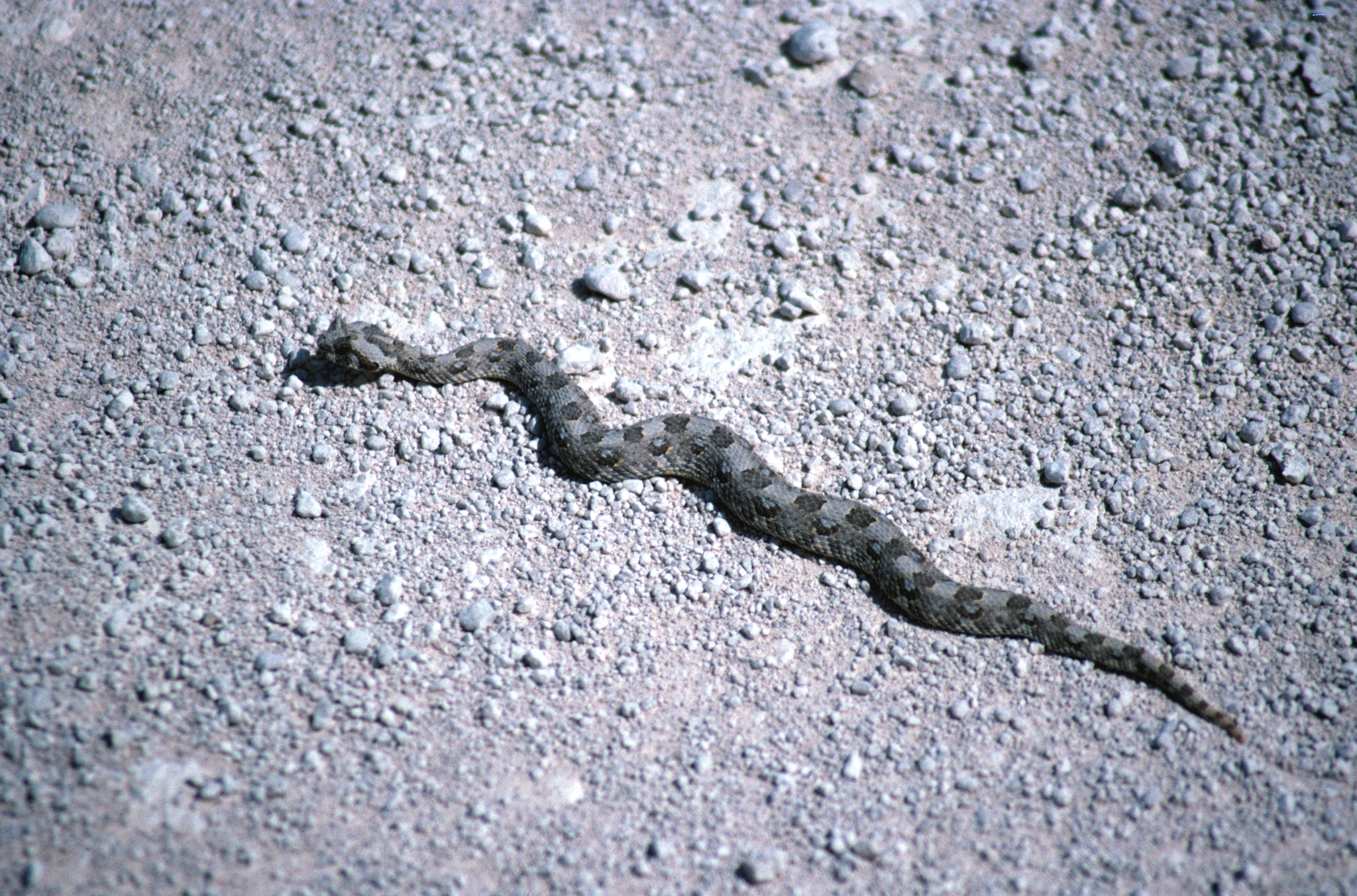
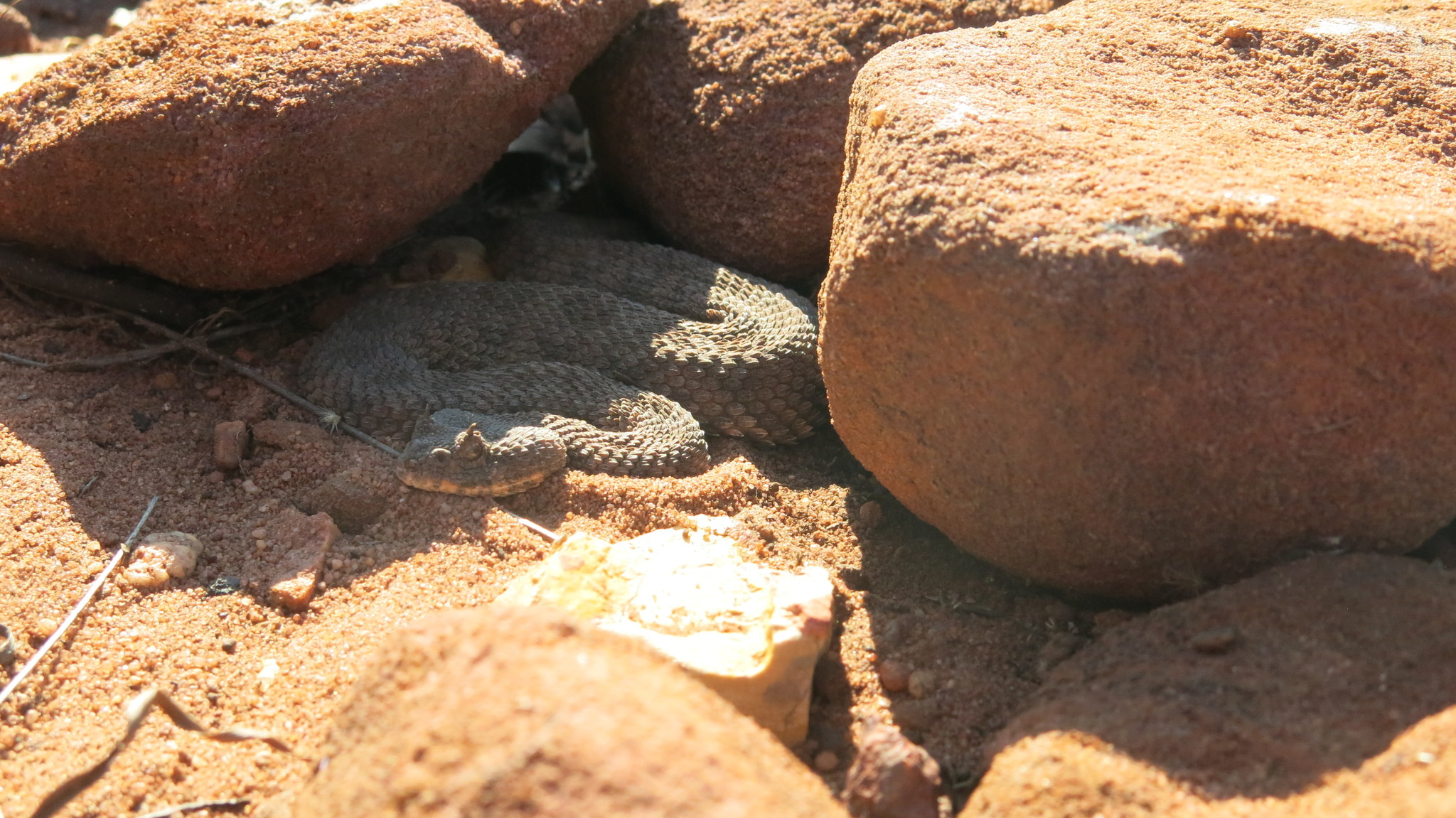
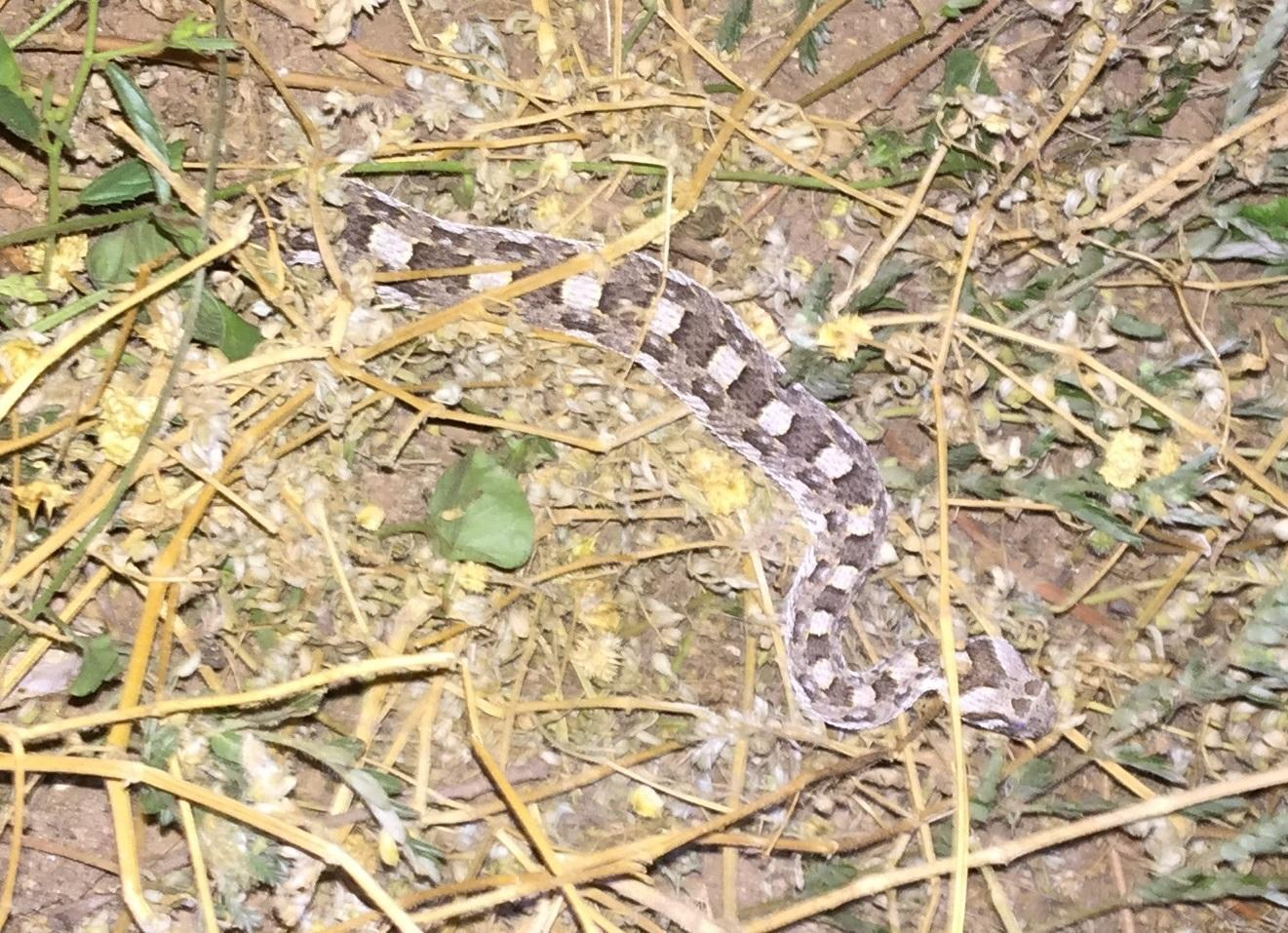
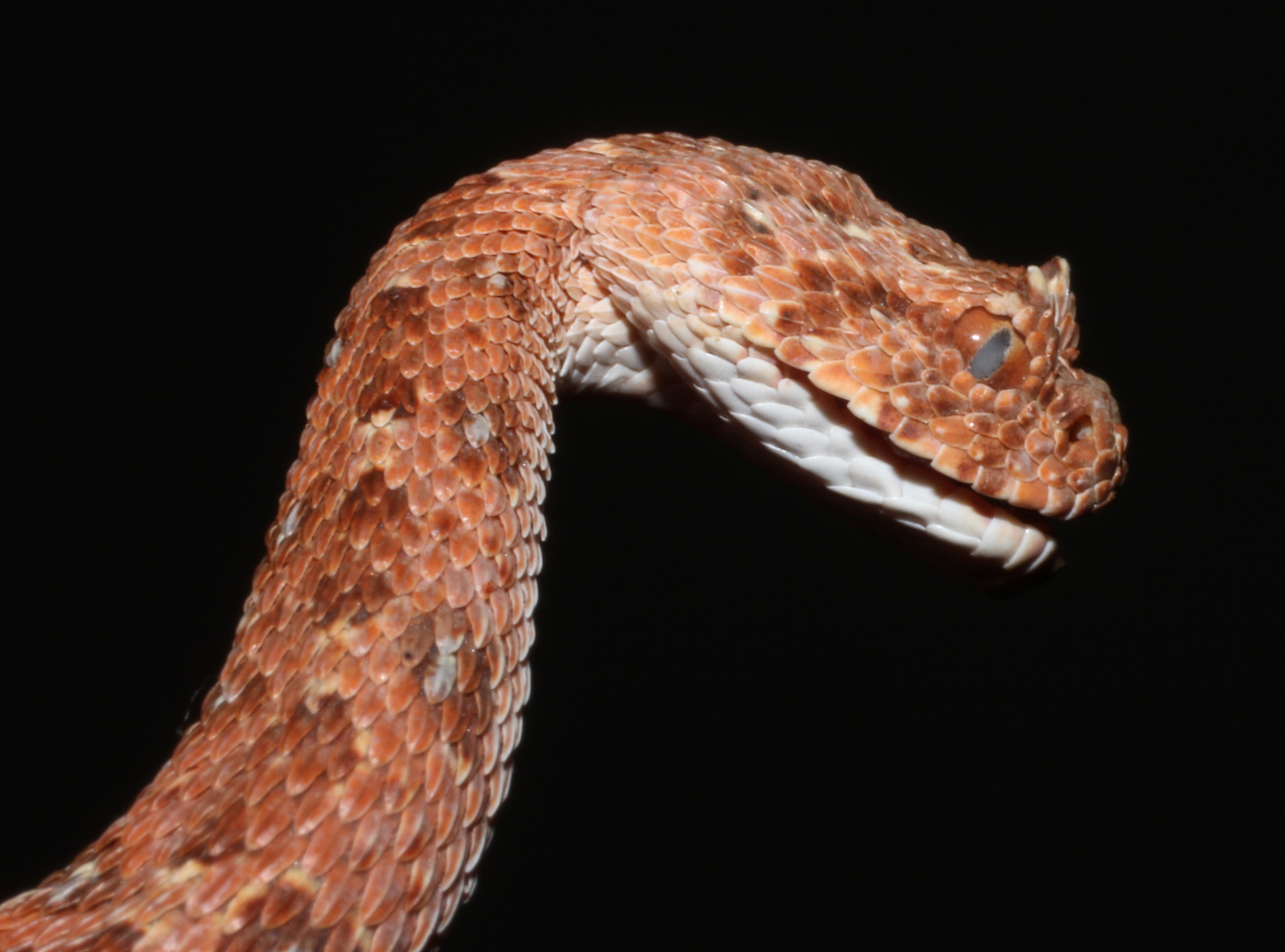